# Борофен

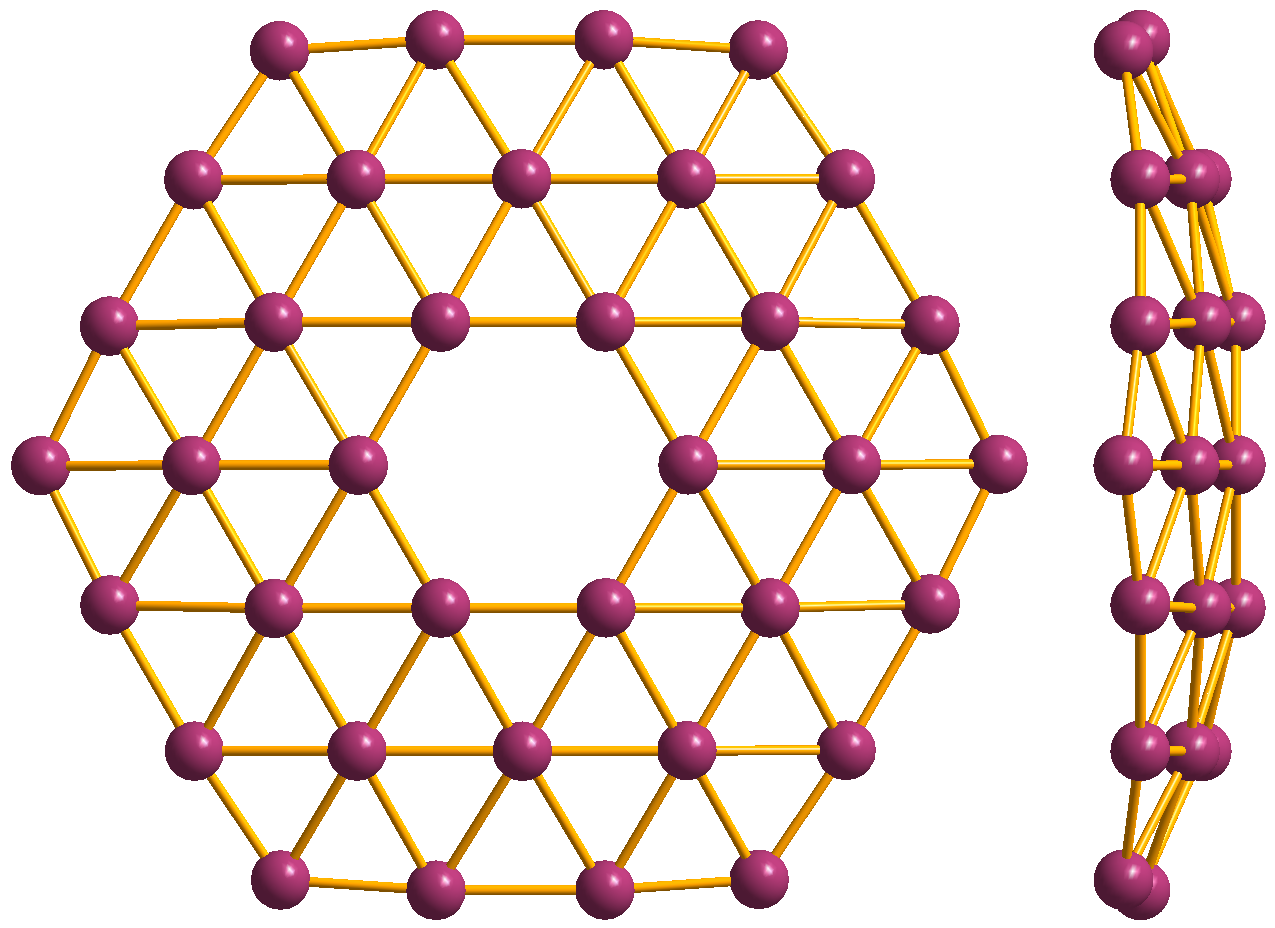
Модель борофену

Борофе́н — двовимірний матеріал, одна з алотропних форм бору, атомарний шар бору.
У середині 2000-их років розпочалися теоретичні дослідження щодо можливості існування, стабільності та потенційних властивостей борофену. Було запропоновано кілька теоретичних моделей двомірних алотропних форм бору. Перше повідомлення про успішний синтез борофену з'явилося у 2015.
За допомогою ФЕСКР експериментів та теоретичних розрахунків  було показано, що електрони у борофені мають лінійний діраківський спектр (як і у графені).